# 修理山駅
修理山駅（スリサンえき）は、大韓民国京畿道軍浦市修理洞にある、韓国鉄道公社（KORAIL）安山線の駅。駅番号は(445)。

## 駅構造
相対式ホーム2面2線を有する高架駅。
出口は1番から3番までの3ヵ所ある。

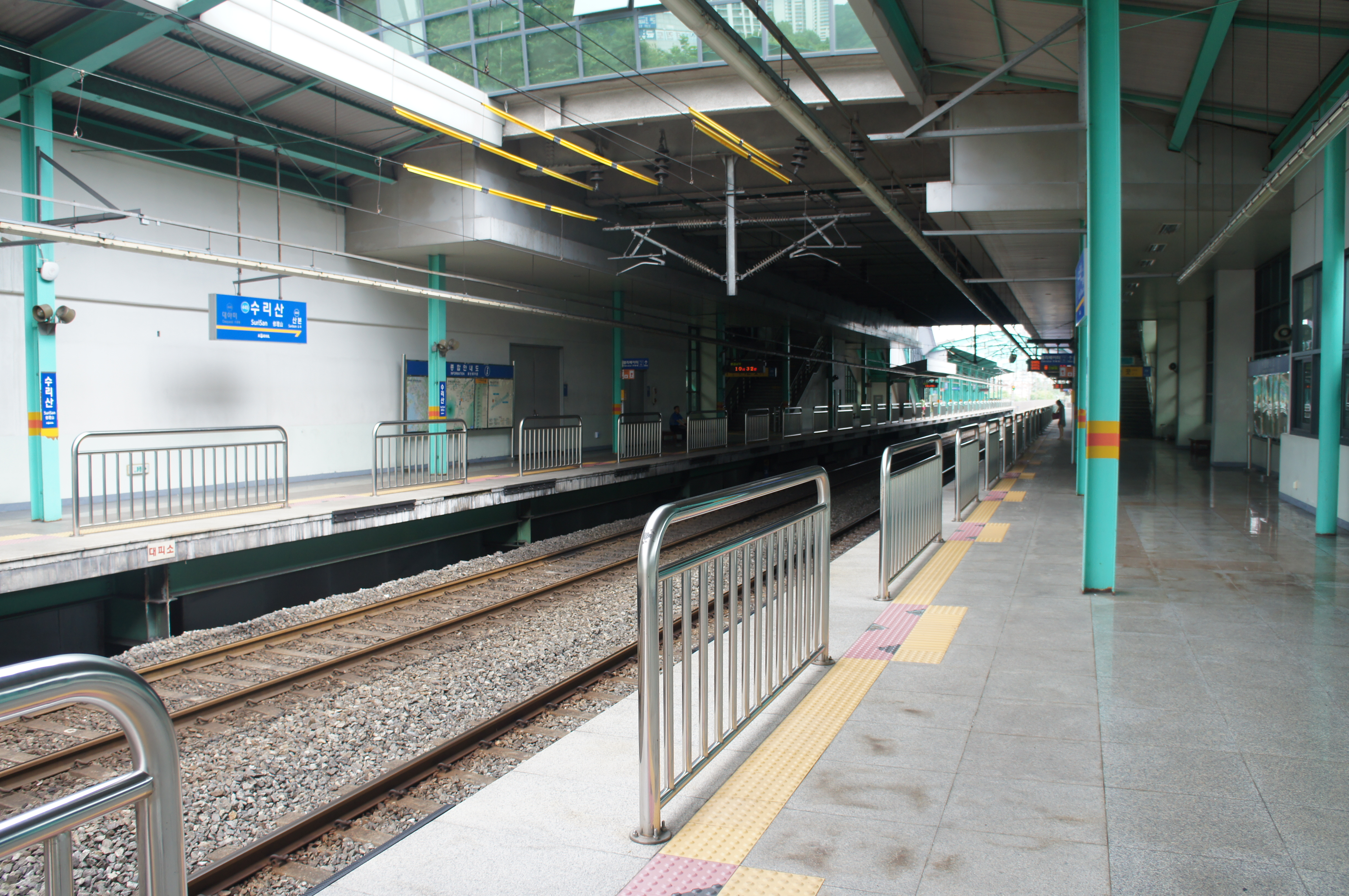
プラットホーム (2013年7月)

## 駅周辺
山本新都市の南端に位置し、駅周辺には高層マンションが林立する。
- 道蔵初等学校
- 修理高等学校
- 修理山道立公園
- 五禁洞郵便局
- 興進高等学校
- 興進中学校
- 興進初等学校
- 五禁初等学校

## 歴史
- 2003年7月18日 - 開業。

## 利用状況
| 路線    | 乗車人員 | 乗車人員 | 乗車人員 | 乗車人員 | 乗車人員 | 乗車人員 | 乗車人員 | 注 釈 |
| 路線    | 2003年   | 2004年   | 2005年   | 2006年   | 2007年   | 2008年   | 2009年   | 注 釈 |
| ------- | -------- | -------- | -------- | -------- | -------- | -------- | -------- | ----- |
| ●安山線 | 4180     | 3722     | 3993     | 4178     | 4208     | 4313     | 4300     | [ 1 ] |

## 隣の駅
韓国鉄道公社　
●安山線　
急行　　　
通過　
緩行　　　
山本駅 (444) - 修理山駅 (445) - 大夜味駅 (446)